# Autoritat Europea d'Assegurances i Pensions de Jubilació
L'Autoritat Europea d'Assegurances i Pensions de Jubilació (en anglès: European Insurance and Ocupational Pensions Authority, EIOPA; en castellà: AESPJ) és una agència d'autoritat de la Unió Europea, establerta per reglament europeu i que va entrar en funcionament l'1 de gener de 2011 amb seu a Frankfurt del Main. El seu camp d'actuació engloba les activitats d'una gran varietat d'entitats financeres, especialment entitats asseguradores i reasseguradores. Mitjançant el Reglament de l'UE 1094/2010, va reemplaçar el Comitè de Supervisors Europeus d'Assegurances i Plans de Pensions (CEIOPS, Committee of European Insurance and Occupational Pensions Supervisors).

## Història
El CEIOPS va ser creat per la Decisió de la Comissió Europea 2004/6/EC del 5 de novembre de 2003, posteriorment derogada i substituïda per la Decisió 2009/79/EC, i està format per les autoritats de supervisores d'assegurances i fons de pensions de l'UE (la Direcció General d'Assegurances i Fons de Pensions en el cas d'Espanya) a més a més per les autoritats supervisores de la resta d'estats de l'Espai Econòmic Europeu (Noruega, Islàndia i Liechtenstein) llevat de Suïssa.
Tenia la seva seu a Frankfurt del Main, Alemanya, i era un dels tres Comitès de Nivell 3 de la Unió Europea en el denominat procés Lamfalussy, juntament amb el Comitè Europeu de Supervisors Bancaris (CEBS) i el Comitè Europeu de Reguladors de Valors (CESR). Aquests tres comitès, en el marc del Sistema Europeu de Supervisió Financera, van ser substituïts el 2011 per les tres Autoritats europees de supervisió: l'Autoritat Bancària Europea (EBA), l'Autoritat Europea de Valors i Mercats (ESMA) i l'Autoritat Europea d'Assegurances i Pensions de Jubilació (EIOPA), amb seu a París, Londres i Frankfurt del Main respectivament.

## Funcionament
Igual que ESMA, EIOPA té personalitat jurídica i pot actuar d'acord amb els poders que li atorga la seva regulació, encara que ha de retre compte abans al Parlament Europeu i al Consell de la Unió Europea. El seu camp d'actuació engloba les activitats d'una gran varietat d'entitats financeres, especialment entitats asseguradores i reasseguradores. Les seves principals responsabilitats són promoure l'estabilitat del sistema financer, la transparència dels mercats i dels productes financers, i la protecció dels prenedors i assegurats pel contracte d'assegurança, així com dels partícips i beneficiaris de plans de pensions.
Per complir amb les mencionades responsabilitats es va conferir a EIOPA el poder de desenvolupar «draft regulatory technical standards e implementing technical standards» d'obligat compliment, així com la potestat d'elaborar guies i recomanacions o la de prendre decisions individuals dirigides a autoritats supervisores o institucions financeres.

## Composició
La composició d'EIOPA és similar a la de les altres Autoritats europees de supervisió. El màxim òrgan és el Board of Supervisors (BoS), constituït pels màxims representants de les autoritats supervisores dels Estats membres de la Unió Europea. El portuguès Gabriel Bernardino ostenta la presidència de EIOPA.